# Ray-grass d'Italie
Lolium multiflorum
Espèce
Le ray-grass d'Italie (Lolium multiflorum Lam.) est une espèce de plantes monocotylédones de la famille des Poaceae, sous-famille des Pooideae, originaire des régions tempérées et chaudes de l'Ancien Monde.
Ce sont des herbacées annuelles ou bisannuelles. L'espèce est couramment cultivée comme plante fourragère.
Noms vernaculaires : ivraie multiflore, ivraie à fleurs nombreuses, ivraie d'Italie, ray-grass d'Italie, ray-grass italien, ray-grass multiflore.

## Description

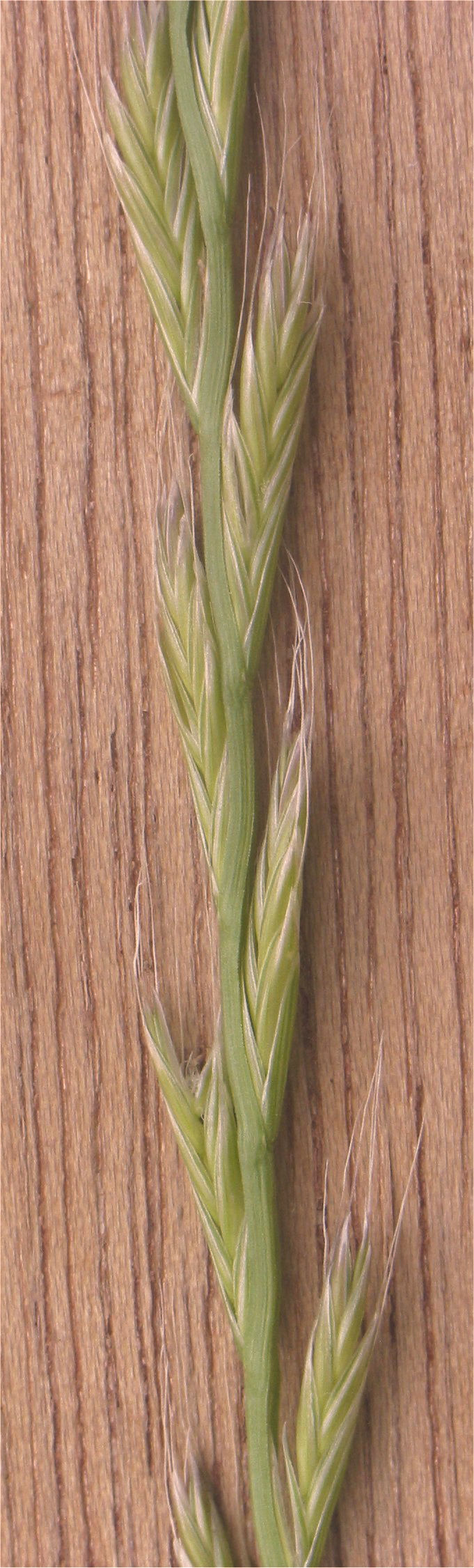
Épi.

Le ray-grass d'Italie est une plante herbacée annuelle ou bisannuelle à tiges dressées de 60 cm à 1,2 m de haut formant de grosses touffes, aux feuilles très allongées, à pointe aiguë, de couleur vert clair.
La préfoliaison des feuilles est enroulée, ce qui permet de le différencier du ray-grass anglais dont les feuilles ont une préfoliaison pliée.
La floraison a lieu au printemps, de mai à juillet dans l'hémisphère nord. Les fleurs verdâtres sont regroupées en épis de 20  à   25 cm de long formés d'un grand nombre d'épillets, chaque épillet comptant une vingtaine de fleurs.

## Distribution et habitat
Cette espèce est originaire des régions tempérées et chaudes de l'ancien monde : Afrique du Nord (du Maroc à l'Égypte), Europe méridionale du Portugal à la Roumanie, y compris les Açores et les Canaries, la Grèce et la Crète, Asie occidentale de la Turquie à l'Afghanistan et au Pakistan).
Elle s'est largement naturalisée dans toute l'Europe et dans les régions tempérées du globe.
C'est une espèce de plaine et de collines, jusqu'à 800 m d'altitude environ, qui nécessite un climat doux.

## Taxinomie
L'espèce Lolium multiflorum a été décrite en premier par Jean-Baptiste de Lamarck et publiée en 1779 dans  Flore françoise, ou Description succincte de toutes les plantes qui croissent naturellement en France (Lamarck) 3: 621. 1779.

### Synonymes
Selon Catalogue of Life (25 mai 2018) :
- Lolium ambiguum  Desp.
- Lolium aristatum (Willd.) Lag.,  nom. superfl.
- Lolium compositum Thuill.
- Lolium elongatum Rouville,
- Lolium gaudinii Parl.,
- Lolium italicum A.Braun, nom. superfl.
- Lolium italicum var. aristatum  Alef.
- Lolium lesdainii Sennen, nom. nud.
- Lolium multiflorum var. aristatum  (Willd.) Gaudin
- Lolium multiflorum subsp.  gaudinii (Asch. & Graebn.) Schinz & R.Keller
- Lolium multiflorum var. gaudinii  Asch. & Graebn.
- Lolium multiflorum var. italicum  (Husn.) Beck,
- Lolium multiflorum subsp.  italicum (Husn.) Schinz & R.Keller,
- Lolium multiflorum var.  laeviculme Maire
- Lolium multiflorum var.  latifolium Maire
- Lolium multiflorum f.  microstachyum R.Uechtr.
- Lolium multiflorum var. ramosum  (Guss.) Arcang.
- Lolium multiflorum var. siculum  (Parl.) Maire
- Lolium multiflorum f. submuticum  (Mutel) Anghel & Beldie
- Lolium multiflorum var.  submuticum Mutel
- Lolium osiridis Fig. & Delile ex  Rouville,
- Lolium perenne var. aristatum  Willd.
- Lolium perenne var. compositum  (Thuill.) Mérat, nom. illeg.
- Lolium perenne subsp. italicum  Husn.
- Lolium perenne var. italicum  Parn., nom. superfl.
- Lolium perenne subsp. multiflorum  (Lam.) Husn., nom. superfl.
- Lolium perenne var. multiflorum  (Lam.) Parn., nom. superfl.
- Lolium scabrum J.Presl
- Lolium siculum Parl.
- Lolium temulentum Bertero ex  Steud.,
- Lolium temulentum var.  multiflorum (Lam.) Kuntze, nom. superfl.
- Lolium temulentum var. ramosum  Guss.
- Lolium westerwoldicum Breakw.,

### Liste des sous-espèces et variétés
Selon Tropicos (25 mai 2018) (Attention liste brute contenant possiblement des synonymes) :
- sous-espèces : 
  - Lolium multiflorum subsp. gaudini Schinz & Keller
  - Lolium multiflorum subsp. italicum (A. Braun) Schinz & R. Keller
  - Lolium multiflorum subsp. ramosum Guss. ex Arcang.
- variétés :

- - Lolium multiflorum var. diminutum Mutel
  - Lolium multiflorum var. italicum (A. Braun) Beck
  - Lolium multiflorum var. laeviculme Maire
  - Lolium multiflorum var. latifolium Maire
  - Lolium multiflorum var. multiflorum
  - Lolium multiflorum var. muticum DC.
  - Lolium multiflorum var. ramosum Guss.
  - Lolium multiflorum var. rigidum Trab.
  - Lolium multiflorum var. submuticum Mutel

## Utilisation
Cette plante est largement cultivée comme plante fourragère. C'est la graminée fourragère la plus cultivée en zone tempérée.
Elle est d'une très bonne qualité fourragère lorsqu'elle est exploitée avant l'épiaison aussi bien en valeur énergétique que protéique. Le ray-grass d'Italie a cependant tendance à remonter en épis après chaque exploitation.
C'est une plante dont les racines peuvent aller chercher eau et nutriments jusqu'à 1,70 m de profondeur aussi bien en sol argileux que limoneux, ce qui lui permet d'améliorer rapidement la qualité des sols pauvres et compactés et aussi d'étouffer les plantes concurrentes.
Elle est donc traditionnellement cultivée en culture pure sur des durées de 6 à 24 mois avec une forte fumure azotée amenant d'importants rendements. On la cultive cependant parfois en association avec une légumineuse (trèfle violet ou trèfle incarnat), il faut alors limiter drastiquement la fumure azotée.
Au printemps, la pousse du ray-grass d'Italie est précoce et très rapide. Le pâturage est possible mais le choix de la période restreint en effet l'épiaison est très rapide et se répète jusqu'au repos hivernal. C'est donc ingérable pour un système pâturant performant. On réalise donc généralement au moins la première coupe en ensilage. Ensuite, la récolte en foin est plus aisée.

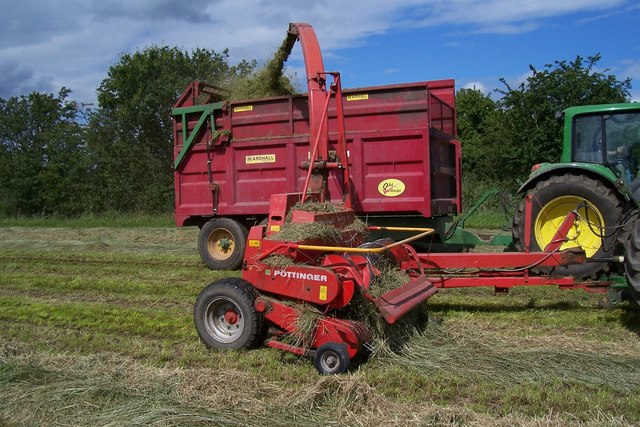
Ensilage d'herbe préfanée (probablement un ray-grass) en Grande-Bretagne en 2010. L'ensilage d'herbe après préfanage est une méthode privilégiée aujourd'hui pour les ray-grass.

Avec le maïs-fourrage, et du fait de la généralisation des techniques d'ensilage, c'est la plante qui a révolutionné l'alimentation des ruminants en zone tempérée pendant la révolution verte (1947 à 1980).
Elle est considérée comme une adventice agressive en grandes cultures.
Sa grande vigueur, sa capacité à remonter en épis et la taille des plants font qu'elle n'est pas utilisée dans les mélanges de plantes à gazon à la différence du ray-grass anglais.

## Culture
Le ray-grass d'Italie est une culture relativement exigeante, qui nécessite des terres riches et profondes, humides mais sans excès, et un climat relativement doux.
Il est cultivé en culture pure ou en association avec des légumineuses (trèfle violet…) surtout dans le cas de prairies à faucher en culture annuelle ou bisannuelle.
Sa grande facilité d'implantation a aussi contribué à son succès.

### Variétés cultivées
Il existe plus de 460 variétés de ray grass d'Italie inscrites dans le Catalogue européen des espèces et variétés dont près de 210 variétés alternatives et plus de 250 variétés non alternatives. Environ 150 variétés de ray-grass d'Italie sont inscrites au Catalogue officiel français

## Dépollution / Phytoremédiation
L'eau polluée par l'atrazine peut être traitée avant de circuler dans le réseau d'eau potable, mais on ne peut traiter par ce type de moyen les masses d'eau souterraines et superficielles polluées. Paradoxalement, selon une étude publiée en 2009, des plantes devenues tolérantes à l'atrazine à la suite de son usage intensif, ont appris à dégrader ces molécules en les métabolisant grâce à des enzymes de détoxication. L. multiflorum peut servir à décontaminer les sols pollués par ce pesticide ; En effet, les souches résistantes à l'atrazine de L. multiflorum testées en laboratoire (en microcosmes) se sont montrées capable d'accélérer de 20 % les capacités de dégradation de l'atrazine de l'écosystème. Leur implantation dans les bandes enherbées permettrait d'améliorer la dépollution des bassins versants contaminés par l'atrazine agricole.

## Toxicité
On a signalé en Australie et en Afrique du Sud des cas d'intoxication de chevaux ayant brouté du ray-grass infecté par une bactérie toxique, Rathayibacter toxicus. Cette bactérie produit des corynetoxines, substances glycolipidiques qui provoquent chez le bétail une maladie neurologique appelée « toxicose du ray-grass annuel » ou ARGT (annual ryegrass toxicity), dont l'issue est le plus souvent fatale. Elle est transmise par une espèce de nématodes cécidogènes, Anguina funesta, qui provoque la formation de galles dans les graines de la plante.
La lutte contre cette maladie, qui peut affecter tous les herbivores, passe par la prévention de l'infection de l'herbe par les nématodes.